# Creta y Cirenaica
La provincia romana de Creta y Cirenaica (en latín, Creta et Cyrenaica) fue una provincia senatorial del Imperio romano creada en 20 a. C. Territorialmente, comprendía la isla de Creta y la región de Cirenaica, en la actual Libia. Limitaba al este con la provincia de Egipto y al oeste con la de África

## Antecedentes
El faraón egipcio Ptolomeo VIII legó el territorio de Cirenaica a su hijo natural Ptolomeo Apión quien, a su muerte en 96 a. C. dejó el reino en herencia a la República romana. En 74 a. C., Cirenaica se convirtió en provincia romana.
En 71 a. C. el pretor romano Marco Antonio Crético atacó Creta, aunque fue repelido. Por ello, Roma envió a la isla al cónsul Quinto Cecilio Metelo Crético con tres legiones. Después de una feroz campaña de tres años, Creta fue conquistada por los romanos en 69 a. C., éxito por el que Metelo ganó el sobrenombre «Crético». La ciudad de Gortina había sido prorromana desde el principio y por ello fue recompensada con la capitalidad del nuevo territorio romano y, a posteriori, de la provincia unificada de Creta y Cirenaica.

## Historia
La provincia desapareció en el año 297 con la reforma administrativa del emperador Diocleciano.

## Administración
La provincia estaba gobernada por un senador de rango pretorio.

### Lista de gobernadores conocidos
- Cayo Clodio Vestal (entre 30 a. C. y 14 d. C)
- Marco Ticio (entre 30 a. C. y 14 d. C)
- Fabio (hacia 13 a. C)
- Publio Sextio Esceva (7/6 a. C)
- Quinto Lucanio Próoculo (después de 13 a. C)
- Lucio Plotio Vicinas (entre 2 a. C y 7 d. C.)
- (Lolio) Palikano (entre 30 a. C. y 14 d. C)
- Marco Nonio Balbo (entre 30 a. C. y 14 d. C)
- Escato (entre 30 a. C. y 14 d. C)
- Cayo Rubelio Blando (entre 30 a. C. y 14 d. C)
- Cesio Cordo (c. 12)
- Publio Octavio (entre 14 y 29)
- Ocio Flama (entre 14 y 37)
- Cornelio Lupo (entre 14 y 37)
- Publio Viriasio Nasón
- Céler
- Augurino (entre 37 y 41)
- Pomponio Segundo (entre 37 y 54)
- Quinto Casio Grato (antes de 53)
- Ceserni Veiento (¿46/47?)
- Tito Vibio Varo (47)
- Publio Pomponio Segundo (entre 37 y 54)
- Cestio Próculo (antes de 56)
- Pedio Bleso (antes de 59)
- Brutidio Sabino (segunda mitad del siglo I)
- Lucio Turpilio Dextro (64/65)
- Tito Atilio Rufo (67)
- Aulo Minicio Rufo (71/72)
- Cátulo (72/73)
- Cayo Arinio Modesto (73/74-74/75)
- Silón
- Aulo Julio Cuadrado (84/85)
- Cayo Pomponio Galo Didio Rufo (88/89)
- Cayo Memmio (...) (98/99)
- Lucio Elufrio Severo (99/100)
- Lucio Emilio Honorato (entre 97 and 118)
- Salvio Caro 134/135
- Quinto Cecilio Marcelo Dentiliano (c. 140)
- Quinto Julio Potito (entre 138 and 161)